# Бернавиль
Бернавиль (фр. Bernaville) — коммуна на севере Франции, регион О-де-Франс, департамент Сомма, округ Амьен, кантон Дуллан. Расположена в 25 км к востоку от Абвиля, в 14 км от автомагистрали А13 "Европейская".
Население (2018) — 1 062 человека.

## Достопримечательности
- Неоготическая церковь Святой Троицы 1886 года

## Экономика
Уровень безработицы (2017) — 22,3 % (Франция в целом — 13,4 %, департамент Сомма — 15,9 %). 

Среднегодовой доход на 1 человека, евро (2018) — 17 900 (Франция в целом — 21 730, департамент Сомма — 20 320).

## Демография
Динамика численности населения, чел.

## Администрация
Администрацию Бернавиля с 2020 года возглавляет Кристель Леклерк (Christelle Leclercq). На муниципальных выборах 2020 году возглавляемый ею список победил в 1-м туре, получив 67,86 % голосов.
| Период | Период | Фамилия            | Партия                                     | Примечания                                                                               |
| ------ | ------ | ------------------ | ------------------------------------------ | ---------------------------------------------------------------------------------------- |
| 1944   | 1983   | Морис Крепен       | Французская секция Рабочего интернационала | член Генерального совета департамента                                                    |
| 1983   | 1995   | Жак Пат            |                                            |                                                                                          |
| 1995   | 2001   | Этьен Кайё         |                                            |                                                                                          |
| 2001   | 2015   | Лоран Сомон        | Союз за народное движение Республиканцы    | ветеринар, член Генерального совета департамента, президент Совета департамента, сенатор |
| 2015   | 2020   | Жерар де Сен-Рикье |                                            | государственный служащий в отставке                                                      |
| 2020   |        | Кристель Леклерк   |                                            |                                                                                          |